# Ruslan Zubkov
Ruslan Zubkov (tiếng Ukraina: Руслан Владиславович Зубков; sinh 24 tháng 11 năm 1991 ở Odessa, Odessa Oblast, Ukraina) là một hậu vệ bóng đá Ukraina thi đấu cho FC Neman Grodno.

## Sự nghiệp
Zubkov từng thi đấu cho đội trẻ Chornomorets Odessa và FC Odessa. Vào tháng 6 năm 2012, anh gia nhập AZAL PFC và ký bản hợp đồng 2 năm và được cho mượn đến Turan Tovuz. Tháng 12 anh quay lại câu lạc bộ. Zubkov trở thành cầu thủ tự do khi Araz-Naxçıvan giải thể và rút khỏi Giải bóng đá ngoại hạng Azerbaijan ngày 17 tháng 11 năm 2014.